# Svecov M–11
A Svecov M–11 egy öthengeres, egykoszorús léghűtéses csillagmotor, amelyet a Szovjetunióban fejlesztettek ki az 1920-as években.

## Története és jellemzői
Az M–11 volt a Szovjetunióban az első sorozatban gyártott repülőgépmotor. A francia Rhône 120 Szovjetunióban licenc alapján gyártott változata, az M–2–120 leváltására, egy gyakorló repülőgépekhez szánt motor kifejlesztésére 1923-ban kiírt pályázatra tervezte Arkagyij Svecov a 4. sz. Állami Repülőgépgyárban (GAZ–4). A pályázaton nyertes 75 kW (100 LE) névleges teljesítményű M–11 1926-ra készült el. 
Az M–11 egyszerű felépítésű, tervezésénél egyik fő cél az olcsó gyárthatóság volt. A motor alumínium hengerfejet kapott. Újdonság volt az öntött alumínium hengerfej és az acélból készült henger  hornyolt illesztése. A konstrukció érdekessége, hogy egy központi vezérmű tárcsa helyett mindegyik henger szelepemelő rúdjait hengerenként önálló kis bütyköstengely működtette. Ezt a megoldást a gyártás egyszerűsítése miatt alkalmazták.
Az első változata legkomolyabb hiányossága a mindössze 50 üzemórás nagyjavítások közti időtartam volt. Problémák jelentkeztek a főtengely M–2 motorból származó csapágyazásával is, amelyek nem bírták el a nagyobb teljesítmény miatt megnövekedett terhelést.
1927-ben elkezdődött a motor sorozatgyártása a GAZ–4 üzemben, amely később a GAZ–9-ben is folyt. A gyártás beindításával egy időben a GAZ–4-nél A. Sz. Nazarov vezetésével létrehoztak egy tervezőcsoportot, amely hozzálátott a motor továbbfejlesztéséhez. A főtengely új csapágyazást kapott és jelentősen javítottak a gyártástechnológián. Az 1932-re elkészült M–11V változatnál 200 órára sikerült növelni a nagyjavítások közti üzemidőt, az 1936-ban megjelent M–11D-nél ez az érték már 400 üzemóra volt. 
A motoron a legjelentősebb konstrukciós módosításokat 1946-ban végezték. Az M–11FR típusjelzést kapott változatnál megnövelték a kompresszióviszonyt, módosítottak a hengerek és hengerfejek, valamint a motorblokk kialakításán. A motorhoz felhasználták a Mihail Kosszov által az 1940-es évek első felében fejlesztett, de sorozatban nem gyártott M–12 csillagmotor több elemét. Tovább növelték az élettartamot is, a maximális (felszálló) teljesítmény 120 kW-ra (160 LE), a névleges teljesítménye pedig 105 kW-ra (140 LE) növekedett. Az FR változat úszó nélküli karburátort kapott és alkalmas volt a változtatható állásszögű légcsavarok alkalmazására is. Ez a változat már rendelkezett  segédberendezések üzemeltetésére alkalmas kihajtással, így kompresszort, vákuumszivattyút és generátort lehetett hozzá csatlakoztatni. Ez volt a motor legfejlettebb változata, sorozatgyártása 1948-ban kezdődött el.
Lengyelországban 1952-től a WSK-Kalisz vállalat gyártott licenc alapján néhány száz darabot az M–11D és M–11FR–1 változatokból a lengyel építésű Po–2 (CSS–13) és Junak repülőgépekhez.
Számos repülőgépen alkalmazták. Az M–11-es hajtotta a MiG–8, Po–2, UT–1, UT–2, Jak–6, Jak–12, Jak–18, valamint a lengyel LWD Junak repülőgépeket. Sorozatgyártása 1952-ig folyt, összesen több mint 100 ezer darab készült belőle.

## Típusváltozatok

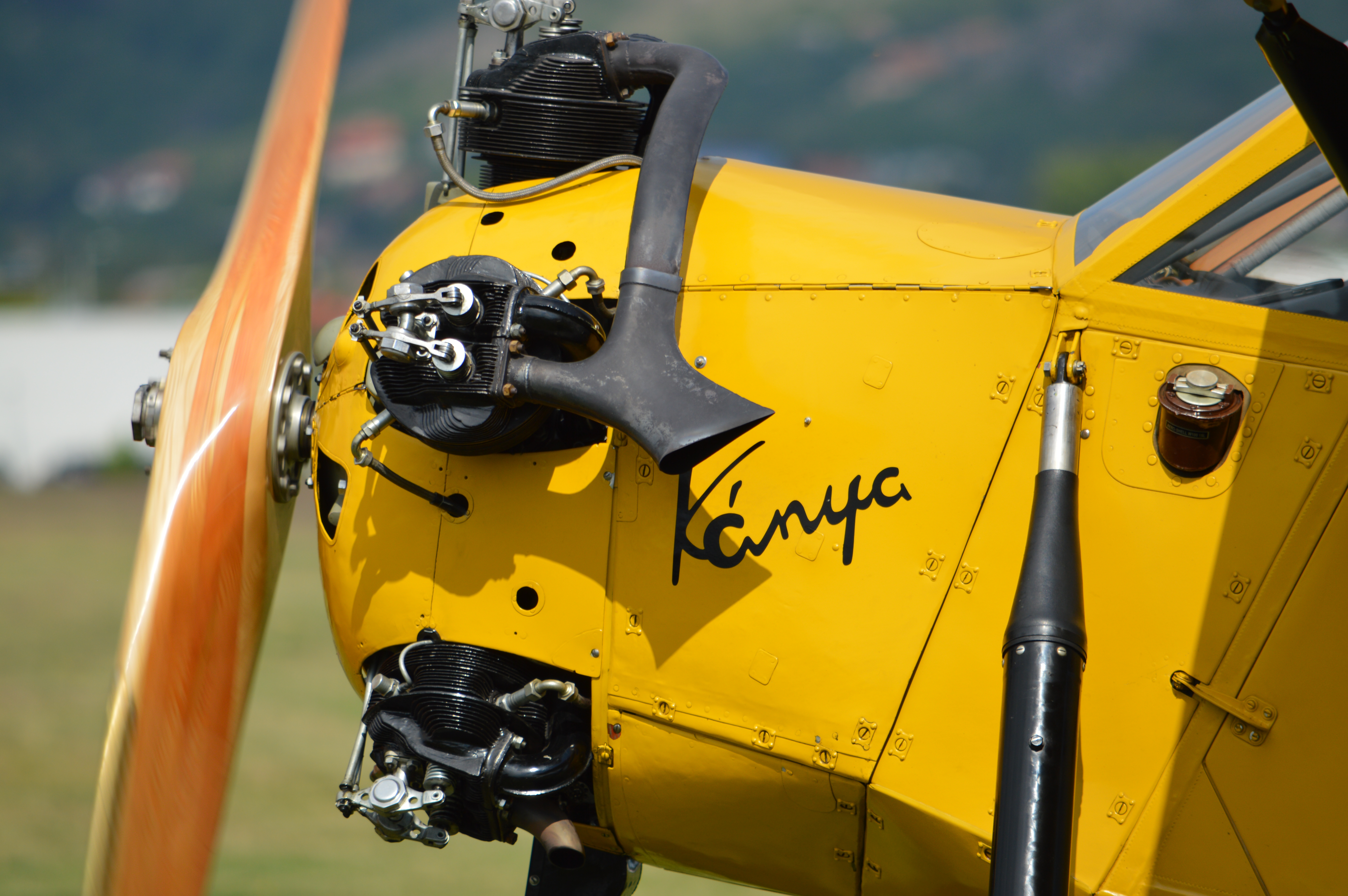
M–11 csillagmotor R–18c Kánya repülőgépbe építve

- M–11V – 200 óra üzemidejű változat[1]
- M–11G – 160 kg-ra csökkentett tömegű[2] motor
- M–11D – 400 óra üzemidejű változat
- M–11E – 150 Le-s változat
- M–11K és M–11L – az M–11D változattal megegyező paraméterű korszerűsített változatok
- M–11RF – 105 kW-ra (140 LE) növelt teljesítményű változat

## Műszaki adatai (M–11)
- Hengerek száma: 5
- Hűtési rendszer: léghűtés
- Hengerűrtartalom: 8,6 l
- Száraz tömeg: 165 kg
- Maximális teljesítmény: 82 kW (110 LE) 1650 1/p fordulatszámon
- Névleges teljesítmény: 75 kW (100 LE)
- Kompresszióviszony: 5
- Fajlagos teljesítmény: 0,5 kW/kg

## Külső hivatkozások
- A lengyel licenc-változatot gyártó WSK-Kalisz honlapja